# Germainville
Germainville är en kommun i departementet Eure-et-Loir i regionen Centre-Val de Loire strax norr om centrala Frankrike. Kommunen ligger i kantonen Dreux-Est som tillhör arrondissementet Dreux. År 2022 hade Germainville 345 invånare.

## Befolkningsutveckling
Antalet invånare i kommunen Germainville
Referens:INSEE